# Roberto Villalba
Roberto Villalba (... – 2006) è stato un cestista argentino.

## Carriera
Con l'Argentina ha disputato i Giochi panamericani di Winnipeg 1967.